# Leone (moeda)
O leone (ISO 4217: SLE, abreviado como Le) é a unidade monetária oficial da República da Serra Leoa.

## História
O leone foi introduzido em 1964, após o abandono da libra britânica da África Ocidental. Sendo assim, 1 libra esterlina equivalia a 2 leones e 1 leone equivalia a 10 xelins.

## Moedas
As primeiras moedas leone foram cunhadas em 1964 nos valores Le20, Le10, Le5, Le1 e Le0,05. O design e a composição foram fortemente influenciados pela moeda do estado colonial da África Ocidental Britânica. Estas primeiras moedas incluíam o retrato do primeiro presidente da Serra Leoa. Uma moeda de Le0,50 foi introduzida em 1972 e incluiu um design similar às primeiras moedas, mas incluiu um retrato do segundo presidente da Serra Leoa. Desde 1974, várias moedas, tanto comemorativas como não comemorativas, como por exemplo a moeda de Le1,00 introduzida em 1976 para comemorar a FAO (Organização das Nações Unidas para Alimentação e Agricultura), foram colocadas em circulação, coisa que ocorre principalmente pela constante mudança de governo no país.
As moedas de leone foram originalmente cunhadas em cuproníquel, porém atualmente são também cunhadas em bronze, níquel e aço.

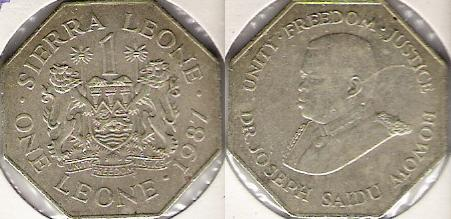
Frente e verso da moeda de Le1.

A guerra civil na Serra Leoa, que durou de 1991 a 2002, causou um período de inflação desenfreada e colapso econômico total. Durante este período, as moedas mais antigas foram efetivamente desvalorizadas, o que levou à introdução de novas denominações de moedas. Em 1996, moedas de Le10, Le50 e Le100 foram introduzidas. Essas moedas eram feitas de aço niquelado e incluíam retratos e símbolos das figuras mais influentes da história política do país. A moeda de Le50 era octogonal (formato especial), enquanto as moedas de Le10 e Le100 eram redondas. Em 2004, após a guerra civil, uma moeda bimetálica de dez lados de Le500 foi introduzida para conter as desvalorizações das moedas de denominações mais baixas.